# Liste der Vertriebenendenkmale in Niedersachsen (A–H)
Diese Liste der Vertriebenendenkmale in Niedersachsen (A–H) verzeichnet die Vertriebenendenkmale in Niedersachsens Städten und Gemeinden von Abbenhausen bis Holzminden.

## Liste A–H
| Bild | Ort                           | Lage | Jahr                           | Beschreibung |
| ---- | ----------------------------- | --- | ------------------------------ | --- |
| 0    | Abbenhausen                   | Ehrenmal am Kriegerdenkmal |                                | „Zum ehrenden Gedenken an die schweren Opfer der Heimatvertriebenen in unserer Gemeinde.“ |
| 0    | Achim (Landkreis Verden)      | Gedenkstein neben dem Haupteingang von St. Laurentius (Achim) | 1989                           | |
|      | Alfeld (Leine)                | St. Nicolai (Alfeld), Gedenkstein | 1988                           | „700 Jahre Hirschberg im Riesengebirge 1288–1988.“ Jelenia Góra |
| 0    | Alfeld                        | Walter-Gropius-Ring, Gefallenendenkmal des 2. Weltkrieges, Ehrentafel |                                | |
| 0    | Altenbruch                    | Elbdeich, Treck-Kreuz (1950, abmontiert) |                                | |
|      | Ankum                         | Marktbögen/Arkadengang beim Artländer Dom, Gedenktafel | 1988                           | „Hier endete am 9. März 1946 für Frauen, Kinder und ältere Männer die Vertreibung aus Stadt und Kreis Glatz in Schlesien. Später kamen aus der Gefangenschaft entlassene Familienangehörige und weitere Vertriebene hinzu. Wir danken für die Aufnahme in schwerster Zeit. Wir gedenken der Opfer des Krieges und der Vertreibung aus dem deutschen Osten. Fern doch treu. 1988.“ Kłodzko, Landkreis Glatz |
|      | Ankum                         | Gedenkort für die Opfer von Krieg und Gewaltherrschaft beim Artländer Dom: Gedenktafel für die Grafschaft Glatz                                                                                              | 2016                           | |
|      | Aurich                        | Gedenkstein auf dem Ellernfeld | 2011                           | „Viele tausend Deutsche wurden nach Kriegsende in Aurich am Ellernfeld zusammengeführt und von hier verteilt. Dieser Gedenkstein soll an die Vertreibung erinnern, aber auch die Verbundenheit der Einwohner Aurichs mit den Menschen deutlich machen, die ihre Heimat verloren haben. Damit verbinden wir die Hoffnung, daß es nie wieder Krieg und Vertreibung mit ihren unmenschlichen Folgen geben möge.“ |
| 0    | Bad Bevensen                  | Demminer Eichenhain | 1980                           | |
| 0    | Bad Essen                     | Gedenkstein Deutsch Krone |                                | |
| 0    | Bad Essen                     | Gedenktafel für Gefallene und Vertriebene am Hünnefelder Totenhaus |                                | |
| 0    | Bad Essen                     | Mahnmal Essener Berg | 1954                           | |
|      | Bad Harzburg                  | Uhlenklippen, Ostlandkreuz 1945–1950, Wappensteine der Provinzen Brandenburg, Pommern, Ostpreußen, Niederschlesien, Oberschlesien, Danzig. Landsmannschaft Westpreußen und Deutsch-Baltische Landsmannschaft | 1950/1998                      | |
| 0    | Bad Harzburg                  | Kurgarten, Gedenkstein Schreiberhau | 1990                           | |
|      | Bad Pyrmont                   | Ostpreußenrelief am Ostheim |                                | |
| 0    | Bad Pyrmont                   | ebendort, Trakehner-Standbild, Eiche aus Warschkeiten |                                | |
| 0    | Bad Zwischenahn               | Garten der Ostdeutschen Heimatstube, Auf dem Winkel 8, Gedenkmauer mit Relief Flüchtlingstreck | 1945                           | |
| 0    | Bad Zwischenahn               | ebendort, Gedenkstein |                                | „Gott nimmt dem nur für alle Zeit Heimat und ihre Glückseligkeit, der sie im Herzen verlässt. In Erinnerung unserer Toten und der Heimat. Der Heimatkreis Wirsitz, Westpreußen.“ Wyrzysk |
|      | Barsinghausen                 | Hauptstraße am Ortsausgang von Großgoltern in Richtung Hannover, Gedenkkreuz Landkreis Löwenberg in Schlesien                                                                                                | 1950/1984/1989                 | |
| 0    | Bassum                        | Gedenkstein Patenschaft Tapiau |                                | |
| 0    | Bergen (Landkreis Celle)      | Stadtfriedhof an der Harburger Straße, Ehrenmal Altburgund | 1958                           | |
|      | Bersenbrück                   | beim Rathaus | 1963                           | Gedenkstein Landkreis Greifenhagen |
| 0    | Bersenbrück                   | ebenda | 1980                           | Gedenksäule, Patenschaft für Greifenhagen, Relief von St. Nikolaus und vom Wappen des Landkreises Osnabrück |
| 0    | Bevern (Landkreis Holzminden) | Friedhof, Gedenkmauer mit Kreuz | 1955                           | „In Dankbarkeit und Treue unseren lieben Toten in unserer verlorenen Heimat, in tiefer Ehrfurcht vor all den vielen, die auf der Flucht ihr Leben lassen mußten und in stillem Gedenken an die, die schon in fremder Erde ruhen. Ostpreußen, Westpreußen, Pommern, Schlesien, Danzig, Memelland, Sudetenland, Brandenburg.“ |
| 0    | Blexen                        | Gedenkstein mit Feuerschale beim früheren Anleger der Weserfähre Bremerhaven–Blexen | 1957                           | Berliner Bär; Breslau 650 km, Danzig 750 km, Königsberg 950 km, Stettin 500 km. |
| 0    | Bramsche                      | Mahnmal im Park Raschplatz | 1957                           | „Vergeßt unsere Ostdeutsche Heimat nicht!“ |
| 0    | Braunlage                     | Gedenkstein im Kurpark, Patenschaft für Krummhübel | 1996                           | |
| 0    | Braunschweig                  | Urnenfriedhof am Brodweg, Gedenkstein | 1962                           | „Den Toten des Krieges, der Gewaltherrschaft, der Vertreibung. Die Stadt Braunschweig.“ |
|      | Bredenbeck                    | Deisterstraße, Steinkreuz |                                | „Den Toten unserer ostdeutschen Heimat“ |
| 0    | Bremervörde                   | Ehrenmal am Tennisplatz im Bürgerpark | 1950                           | „Den Toten des Ostens.“ Tafeln Pommern, Westpreußen, Ostpreußen, Grenzmark, Schlesien, Sudetenland. |
| 0    | Bremervörde                   | Gedenkstein vor dem Kreishaus | 1968                           | „Der Heimatkreis Stuhm Westpr. dem Patenkreis Bremervörde 1968.“ Kreis Stuhm, Landkreis Bremervörde |
| 0    | Bückeburg                     | Gedenkkreuz bei der Jetenburger Kirche | 1949                           | „Aus der irdischen Heimat vertrieben, aber nicht heimatlos. 1946–1947.“ |
|      | Burgdorf (Region Hannover)    | Parkanlage des Rathauses II am Schloss Burgdorf, Gedenkstein für den Kreis Heiligenbeil | 1990                           | |
| 0    | Celle                         | Triftanlagen, Gedenkstein des Landkreises Celle für den Landkreis Belgard (Persante) | 1954                           | |
| 0    | Celle                         | ebendort, Gedenkstein der Stadt Celle für Marienwerder und den Kreis Marienwerder | 1954                           | |
| 0    | Clausthal-Zellerfeld          | Garten des Bildhauers Reinhold Kraft in Festenburg, Spaltungsmahnmal | 1978                           | |
|      | Clenze                        | Dorfplatz von Bussau | 1979                           | „As`n ditscher Hoan will ik hie sten no' an Morjen dut min Krejen jehn.“ |
| 0    | Cuxhaven                      | Vertriebenenmahnmal an der Ecke Altenwalder Landstraße und Schneidemühlplatz | 1973                           | |
| 0    | Cuxhaven                      | Gedenkstein am Schneidemühlplatz | 1995                           | „In dankbarer Erinnerung an die Aufnahme von über 13.000 Vertriebenen durch die Stadt Cuxhaven.“ Wappen von Westpreußen, Ostpreußen, Pommern, Schlesien und dem Sudetenland. „Ostdeutsche Heimat – unvergessen.“ |
| 0    | Cuxhaven                      | Ehrenmal auf dem Friedhof Brockeswalde | 1995                           | „Zum Gedenken an die Opfer des Krieges, der Vertreibung und der Gewaltherrschaft unter der Bevölkerung der Stadt Cuxhaven und unserer Patenstadt Schneidemühl 1939–1945.“ |
|      | Cuxhaven                      | Erinnerungstafel mit Schlesischem Adler am EWE-Gebäude, Rohdestr. 1 | 2001                           | „Hier begann die ehemalige Reichsstr. 6, jetzt Bundesstr. 6 nach Breslau 864 km, nach Görlitz 683 km.“ |
| 0    | Cuxhaven                      | Wegweiser Görlitz 680 km, Breslau 860 km | 1957, abgebaut                 | |
|      | Delligsen                     | Gedenkstein vor dem Verwaltungsgebäude und Glasmuseum in Grünenplan | 1991                           | „Über 1300 heimatvertriebene Deutsche aus Schlesien, Ostpreußen, Pommern und aus dem Sudetenland sowie Flüchtlinge aus Mitteldeutschland fanden nach dem Zweiten Weltkrieg Zuflucht und zweite Heimat in Grünenplan. Sie und ihre Nachkommen haben großen Anteil an der Entwicklung unseres Ortes.“ |
|      | Delmenhorst                   | Wegweiser auf dem Bahnhofsvorplatz | 1963                           | „Über 700 Jahre Deutsche Heimat. Königsberg 800 km, Marienburg 700 km, Breslau 620 km, Stettin 400 km, Danzig 670 km, Eger 420 km.“ |
| 0    | Diepholz                      | Friedhof in Barnstorf, Ehrenkreuz der Vertriebenen | 1950                           | |
| 0    | Diepholz                      | Kreishaus, Gedenkstein der Patenschaft vom Landkreis Grafschaft Diepholz für den Landkreis Grimmen | 1954                           | |
| 0    | Diepholz                      | Friedhof, Kreuz des Ostens | 1950                           | „Unseren Toten im Felde und in der Heimat. Die Ostvertriebenen 1939-1945.“ |
| 0    | Dinklar                       | Gedenkstein, BdV | 2009                           | „Den Vertriebenen zum Gedenken. Den Dinklarern zum Dank. Dem Betrachter zur Mahnung.“ |
| 0    | Dornum                        | Friedhof, Gedenkstein | 1993                           | „Den Toten der Heimat. Zum Gedenken der Millionen Toten der verlorenen Heimat, die durch Kriegseinwirkung ihr Leben lassen mußten. Ostpreußen, Westpreußen, Danzig, Schlesien, Pommern.“ |
| 0    | Egestorf                      | Luther-Denkmal auf dem alten Friedhof |                                | „Zum Gedenken der 165.000 vertriebenen Evangelischen aus dem Sudetenland und aller Deutschen, die im Osten ihre Heimat haben.“ |
|      | Einbeck                       | Gedenktafel im Alten Rathaus | 1999                           | „Das Mittelalterliche Patschkau / Schlesien. Zum Gedenken an unsere in der Heimat und in der Fremde Verstorbenen, an die Opfer von Krieg, Flucht und Vertreibung: R.I.P. Zur Mahnung an unsere Nachkommen. In friedlichem Bemühen die Zukunft zu gestalten, ohne ihren schlesischen Ursprung zu vergessen. In Dankbarkeit gegenüber unserer Patenstadt Einbeck und anderen Orten, in denen wir nach der Vertreibung von 1945/46 aus unserer unvergessenen Heimat Schlesien Aufnahme fanden.“ Paczków |
| 0    | Einbeck                       | Glocke mit Glockenturm | 1990                           | „Diese Glocke aus der St. Hedwigskirche zu Schwammelwitz kam durch die Vertriebenen 1990 nach Einbeck. MATTHÄUS, MARKUS, LUCAS, JOHANNES ORATE PRO NOBIS 1499. Sie läute für den ewigen Frieden und zum Gedenken an die Vertreibung.“ Trzeboszowice |
| 0    | Eldingen                      | Kriegerdenkmal am Gutspark |                                | „Die Heimatvertriebenen in der Gemeinde Eldingen ihren im Weltkrieg 1939-45 gefallenen Helden.“ |
| 0    | Emden                         | Burgplatz, Erinnerungsmal mit Wappen von Ostpreußen, Pommern, Schlesien, Westpreußen, Memel, Danzig, Sudetenland, Emden und Ostfriesland                                                                     | 1985                           | |
|      | Esens                         | Gedenkstein | 2003                           | „Zur Erinnerung an Flucht und Vertreibung 1945/46.“ |
| 0    | Fallingbostel                 | Gedenkstein zwischen Vogtei- und Bahnhofstraße |                                | „Den Toten des deutschen Ostens und den Gefallenen des Krieges.“ |
|      | Friedland (Niedersachsen)     | Friedland-Gedächtnisstätte |                                | |
| 0    | Gartow                        | Gedenkplatte am Eingang zum Ehrenhain einer Anlage vom Volksbund Deutsche Kriegsgräberfürsorge |                                | „Den Toten im Osten.“ |
|      | Gehrden                       | Lange Feldstraße 8/10, Gedenkstein | 1986                           | |
| 0    | Georgsmarienhütte             | Kloster Oesede, Gedenkstein für Niederschwedeldorf | 1986                           | „Als Folge eines unseligen Krieges wurden am 5. März 1946 231 Personen, meist Frauen, Kinder und ältere Männer, aus ihrer Heimat Niederschwedeldorf, Grafschaft Glatz/Schlesien, vertrieben. Sie fanden am 13. März 1946 erste Aufnahme in der Katholischen Volksschule Kloster Oesede, die hier bis 1979 stand. Den Zusammenhalt während des Transportes verdanken alle der Lehrerin Fräulein Maria Briskorn. Die Besonderheit, daß fast ein halbes Dorf an einem Ort aufgenommen wurde, führte 1962 zur Übernahme der Patenschaft durch die Gemeinde Kloster Oesede. Die Bevölkerung des Nachbarortes Oberschwedeldorf kam zum großen Teil in die Gemeinde Oesede, die die Patenschaft 1968 übernahm. Beide Patenschaften wurden nach dem Zusammenschluß im Jahre 1970 von der Stadt Georgsmarienhütte weitergeführt. Dieser Stein steht auch für alle anderen Heimatvertriebenen und durch den Krieg Entwurzelten.“ |
| 0    | Georgsmarienhütte             | Vertriebenendenkmal an der Ecke Breslauer Weg/Königsberger Weg, Skulptur einer Flüchtlingsfamilie | 1954                           | „Unvergessen bleibe unsere Heimat. Der deutsche Osten, Ostpreußen, Westpreußen, Danzig, Pommern, Sudetenland, Schlesien und die Deutschen Siedlungsgebiete zwischen Ostsee und dem Schwarzen Meer.“ |
| 0    | Giesen                        | Ehrenmal, Kreuzsockel | 1951                           | „Den Toten in der Heimat. Den gefallenen Helden. Den Vermissten und Verschleppten. Dem Vaterland treu auch im Sterben. Deutsch bis in den Tod.“ – Gedenkstein (2007): „Zur Erinnerung an alle, die für Frieden und Freiheit nach 1945 ihr Leben ließen.“ |
| 0    | Giesen                        | ebendort, Gedenkstein | Tag der deutschen Einheit 2010 | „Den Giesenern zum Dank. Ihr gabt uns nach Flucht und Vertreibung ein neues Zuhause. Bund der Vertriebenen Giesen, Hasede, Ahrbergen, Emmerke.“ |
| 0    | Glandorf                      | Gedenkstein am Thielplatz | 2002                           | „Zum Gedenken an unsere unvergessene schlesische Heimat, Kirchspiel Weigelsdorf bei Münsterberg, mit den Orten Ober- und Niederkunzendorf, Weigelsdorf, Tschammerhof, Münchhof, Schöharte und Eichau, aus der wir 1946 vertrieben wurden. Glandorf, den 6. Oktober 2001. Patengemeinde des Kirchspiels Weigelsdorf.“ Ostroszowice |
| 0    | Goldenstedt                   | ehem. Schule der Bauernschaft in Ambergen, Gedenkstätte Deutsche Heimat im Osten, Gedenksteine für Brandenburg, Pommern, Westpreußen, Ostpreußen, Schlesien, Sudetenland                                     | Tag der Heimat 1996            | |
| 0    | Goldenstedt                   | ebendort, Gedenksteine für Prökuls, Memel, Reichenstein in Schlesien, Allenstein, Gröditzberg, Goldberg i. Schlesien, Haynau, Liegnitz, Breslau, Waldenburg, Grafschaft Glatz, Lüben                         | 1983                           | |
| 0    | Goslar                        | Ende der Breiten Straße, Gedenkstätte der Patenstadt Brieg und ihrer Landgemeinden | 1952                           | |
| 0    | Goslar                        | Gelände der Kaiserpfalz Goslar, Mahnmal der Vertriebenen | 1955                           | |
| 0    | Goslar                        | Robert-Koch-Straße, Rübezahl-Denkmal | 1982                           | |
| 0    | Grasberg                      | Gedenkkreuz auf dem Friedhof | 1952                           | |
|      | Hambühren                     | Vertriebenendenkmal in der Ostlandstraße. Wegsteine Danzig, Pommern, Preußen, Posen, Westpreußen, Sudetenland, Schlesien                                                                                     |                                | „1949 begannen Vertriebene mit dem Aufbau einer neuen Heimat in Hambühren. Vergesst die Toten nicht.“ |
|      | Hameln                        | Deisterfriedhof, Vertriebenengedenkstätte, Wappensteine für Brandenburg, Pommern, Danzig, Ostpreußen, Baltikum, Westpreußen, Posen, Niederschlesien, Oberschlesien, Sudetenland                              |                                | |
|      | Hameln                        | Haupteingang zum Bürgergarten, Gedenksäule für Patenschaft Neumarkt in Schlesien, 605 km. |                                | |
|      | Hannover                      | Gedenkkreuz auf dem Friedhof Bemerode | 1953                           | |
| 0    | Hannover                      | Wappenwand in der Wandelhalle des Landtagsgebäudes | 1962                           | |
|      | Hannover                      | Gedenkkreuz auf dem Kirchröder Friedhof |                                | |
| 0    | Hardegsen                     | Pfarrgarten von St. Marien, Nachbildung des Bildstocks der Schmerzensmutter vom Schwedenberg bei Klein Schnellendorf im Landkreis Falkenberg O.S. Korfantów                                                  | 1972                           | |
| 0    | Helmstedt                     | Entfernungsschild Reichsstraße 1 |                                | |
| 0    | Hemmoor                       | Gedenkkreuz auf dem Friedhof | 1949                           | |
| 0    | Herzberg am Harz              | Domeyerpark, Gedenkstein Landkreis Guhrau | 1956                           | |
| 0    | Hessisch Oldendorf            | Ostfriedhof, Gedenkstätte |                                | |
| 0    | Hessisch Oldendorf            | Kirchturm von St. Bonifatius (Hessisch Oldendorf), Gedenkstätte |                                | „1939–1945. Zum Gedenken an unsere Gefallenen und bei der Vertreibung ums Leben Gekommenen Bewohner der Gemeinde Tschirmkau, Kreis Leobschütz Oberschlesien.“ – „1939-1945. Zum ehrenden Gedenken an unsere 58 Gefallenen und 45 Opfer der Flucht und Vertreibung. Die Heimatvertriebenen der Gemeinde Zinatal Kreis Leobschütz O/S.“ – „1939 +1946. Zum ehrenden Gedenken an unsere 55 Gefallenen und unsere 85 Opfer der Flucht und Vertreibung. Die Heimatvertriebenen der Gemeinde Knispel Kr. Leobschütz, Oberschlesien.“ – „Knispel – Heimat, unvergessene Heimat. 572 Einwohner 1939.“ Baborów, Landkreis Leobschütz |
|      | Heyersum                      | Mühlenberg an der B 1, Kreuz des Ostens | 1961, 1990, 2006               | „Ganz Deutschland.“ – „Deutscher Osten. Deutsche Heimat. Deutsche Art. Vergiß das nie.“ |
| 0    | Hildesheim                    | in der Nähe des Gasthofs Am Berghölzchen, Gedenkstein Lauban |                                | |
| 0    | Hildesheim                    | ebendort, Gedenkstein Neisse |                                | |
| 0    | Hildesheim                    | Eichendorffhain, Vertriebenen-Ehrenmal | 1962                           | |
|      | Hitzacker                     | Gedenkstein | 1958                           | „Der Heimat zum Gruß! Der Jugend eine Mahnung! Der Stadt Hitzacker einen Dank! Die Heimatvertriebenen. 24.8.58.“ |
| 0    | Holzminden                    | Gedenkplatte beim Ehrenmal für Gefallene der Kriege |                                | „Wir wissen Eure Gräber nicht, die an den Straßen Eurer Flucht liegen oder unter den Trümmern der zerstörten Städte. Wir können nicht zu Euch kommen, die Ihr in der verlorenen Heimat als stumme Wächter geblieben seid. Wir sind aber bei Euch heut und morgen und werden es alle Zeit bleiben.“ |